# Kosmos 165
O Kosmos 165 (em russo: Космос 165) também denominado DS-P1-Yu Nº 8, foi um satélite artificial soviético lançado ao espaço com sucesso no dia 12 de junho de 1967 através de um foguete Kosmos-2I a partir do Cosmódromo de Plesetsk.

## Características
O Kosmos 165 foi o oitavo membro da série de satélites DS-P1-Yu e sétimo lançado com sucesso após o fracasso do lançamento do segundo membro da série. Sua missão era testar sistemas antissatélites e antimíssil soviéticos.
O Kosmos 165 foi injetado em uma órbita inicial de 1542 km de apogeu e 211 km de perigeu, com uma inclinação orbital de 81,9 graus e um período de 102 minutos. Reentrou na atmosfera terrestre em 15 de janeiro de 1968.